# Made in Germany 1995 – 2011
"Made in Germany 1995-2011" é uma coletânea da banda alemã Rammstein lançado em 2 de Dezembro de 2011 na Europa, e em 13 de Dezembro de 2011 nos Estados Unidos e resto do mundo, contém 15 faixas de todos os álbuns anteriores e uma faixa (até então) inédita chamada "Mein Land". 
Todas as faixas foram remasterizadas para o lançamento. O álbum contem seis capas diferentes mostrando todos os integrantes da banda como Estátuas. A coletânea contém três diferentes versões, Edição padrão (1 CD), a Edição especial (2 CDs) e Edição Super Deluxe (2 CDs e 3 DVDs).

## Faixas

### CD 1
| Best of        |                     |                           |         |  |
| N.º            | Título              | Álbum                     | Duração |  |
| 1.             | "Engel"             | Sehnsucht                 | 4:23    |  |
| 2.             | "Links 2-3-4"       | Mutter                    | 3:40    |  |
| 3.             | "Keine Lust"        | Reise, Reise              | 3:42    |  |
| 4.             | "Mein Teil"         | Reise, Reise              | 4:38    |  |
| 5.             | "Du hast"           | Sehnsucht                 | 3:54    |  |
| 6.             | "Du riechst so gut" | Herzeleid                 | 4:32    |  |
| 7.             | "Ich will"          | Mutter                    | 3:39    |  |
| 8.             | "Mein Herz brennt"  | Mutter                    | 4:41    |  |
| 9.             | "Mutter"            | Mutter                    | 4:31    |  |
| 10.            | "Pussy"             | Liebe ist für alle da     | 3:58    |  |
| 11.            | "Rosenrot"          | Rosenrot                  | 3:52    |  |
| 12.            | "Haifisch"          | Liebe ist für alle da     | 3:42    |  |
| 13.            | "Amerika"           | Reise, Reise              | 3:47    |  |
| 14.            | "Sonne"             | Mutter                    | 4:07    |  |
| 15.            | "Ohne dich"         | Reise, Reise              | 4:31    |  |
| 16.            | "Mein Land"         | Não lançada anteriormente | 3:53    |  |
| Duração total: | Duração total:      | Duração total:            | 65:30   |  |

### CD 2 (Edição especial)
| Best of Remixes |                                               |         |  |
| N.º             | Título                                        | Duração |  |
| 1.              | "Du riechst so gut '98" (Faith No More Remix) | 1:58    |  |
| 2.              | "Du hast" (Jacob Hellner Remix)               | 6:42    |  |
| 3.              | "Stripped" (Johan Edlund Remix)               | 4:22    |  |
| 4.              | "Sonne" (Clawfinger Remix)                    | 4:09    |  |
| 5.              | "Links 2-3-4" (WestBam Remix)                 | 3:40    |  |
| 6.              | "Mutter" (Sono Remix)                         | 7:21    |  |
| 7.              | "Feuer frei!" (Junkie XL Remix)               | 4:10    |  |
| 8.              | "Mein Teil" (Pet Shop Boys Remix)             | 4:04    |  |
| 9.              | "Amerika" (Olsen Involtini Remix)             | 3:15    |  |
| 10.             | "Ohne dich" (Laibach remix)                   | 3:58    |  |
| 11.             | "Keine Lust" (Black Strobe Remix)             | 7:07    |  |
| 12.             | "Benzin" (Meshuggah Remix)                    | 5:05    |  |
| 13.             | "Rosenrot" (Northern Lite Remix)              | 4:46    |  |
| 14.             | "Pussy" (Scooter Remix)                       | 4:53    |  |
| 15.             | "Rammlied" (Devin Townsend Remix)             | 5:06    |  |
| 16.             | "Ich tu dir weh" (Fukkk Offf Remix)           | 6:08    |  |
| 17.             | "Haifisch" (Hurts Remix)                      | 3:45    |  |
| Duração total:  | Duração total:                                | 80:29   |  |

### DVD (Edição Super Deluxe)
| DVD 1 |                                     |                         |         |  |
| N.º   | Título                              | Álbum                   | Duração |  |
| 1.    | "Du riechst so gut" (video)         | Herzeleid               | 4:11    |  |
| 2.    | "Du riechst so gut" (making of)     |                         | 9:22    |  |
| 3.    | "Seemann" (video)                   | Herzeleid               | 4:28    |  |
| 4.    | "Seemann" (making of)               |                         | 9:13    |  |
| 5.    | "Rammstein" (video)                 | Herzeleid               | 4:39    |  |
| 6.    | "Rammstein" (making of)             |                         | 9:46    |  |
| 7.    | "Engel" (video)                     | Sehnsucht               | 4:34    |  |
| 8.    | "Engel" (making of)                 |                         | 9:18    |  |
| 9.    | "Du hast" (video)                   | Sehnsucht               | 4:03    |  |
| 10.   | "Du hast" (making of)               |                         | 16:07   |  |
| 11.   | "Du riechst so gut '98" (video)     | "Du riechst so gut '98" | 4:33    |  |
| 12.   | "Du riechst so gut '98" (making of) |                         | 7:04    |  |
| 13.   | "Stripped" (video)                  | For the Masses          | 4:02    |  |
| 14.   | "Stripped" (making of)              |                         | 10:39   |  |

| DVD 2 |                           |              |         |  |
| N.º   | Título                    | Álbum        | Duração |  |
| 1.    | "Sonne" (video)           | Mutter       | 4:09    |  |
| 2.    | "Sonne" (making of)       |              | 23:04   |  |
| 3.    | "Links 2-3-4" (video)     | Mutter       | 3:44    |  |
| 4.    | "Links 2-3-4" (making of) |              | 10:23   |  |
| 5.    | "Ich will" (video)        | Mutter       | 4:16    |  |
| 6.    | "Ich will" (making of)    |              | 20:04   |  |
| 7.    | "Mutter" (video)          | Mutter       | 3:56    |  |
| 8.    | "Mutter" (making of)      |              | 8:25    |  |
| 9.    | "Feuer frei!" (video)     | Mutter       | 3:19    |  |
| 10.   | "Feuer frei!" (making of) |              | 8:22    |  |
| 11.   | "Mein Teil" (video)       | Reise, Reise | 4:40    |  |
| 12.   | "Mein Teil" (making of)   |              | 31:06   |  |
| 13.   | "Amerika" (video)         | Reise, Reise | 4:27    |  |
| 14.   | "Amerika" (making of)     |              | 12:10   |  |
| 15.   | "Ohne dich" (video)       | Reise, Reise | 5:50    |  |
| 16.   | "Ohne dich" (making of)   |              | 11:28   |  |
| 17.   | "Keine Lust" (video)      | Reise, Reise | 6:08    |  |
| 18.   | "Keine Lust" (making of)  |              | 12:31   |  |

| DVD 3 |                               |                           |         |  |
| N.º   | Título                        | Álbum                     | Duração |  |
| 1.    | "Benzin" (video)              | Rosenrot                  | 3:40    |  |
| 2.    | "Benzin" (making of)          |                           | 14:09   |  |
| 3.    | "Rosenrot" (video)            | Rosenrot                  | 4:08    |  |
| 4.    | "Rosenrot" (making of)        |                           | 24:49   |  |
| 5.    | "Mann gegen Mann" (video)     | Rosenrot                  | 3:59    |  |
| 6.    | "Mann gegen Mann" (making of) |                           | 7:23    |  |
| 7.    | "Pussy" (video)               | Liebe ist für alle da     | 4:08    |  |
| 8.    | "Pussy" (TV-Trailer)          |                           | 0:28    |  |
| 9.    | "Pussy" (making of)           |                           | 19:08   |  |
| 10.   | "Ich tu dir weh" (video)      | Liebe ist für alle da     | 4:05    |  |
| 11.   | "Ich tu dir weh" (TV Trailer) |                           | 2:38    |  |
| 12.   | "Ich tu dir weh" (making of)  |                           | 12:00   |  |
| 13.   | "Haifisch" (video)            | Liebe ist für alle da     | 4:39    |  |
| 14.   | "Haifisch" (making of)        |                           | 14:42   |  |
| 15.   | "Mein Land" (video)           | Made in Germany 1995–2011 | 4:33    |  |
| 16.   | "Mein Land" (TV Trailer)      |                           | 1:55    |  |
| 17.   | "Mein Land" (making of)       |                           | 29:03   |  |

## Desempenho nas paradas
| Parada (2011-2012)                       | Posição |
| ---------------------------------------- | ------- |
| Áustria (Austrian Albums Chart)          | 2       |
| Bélgica (Belgian Albums Chart)           | 6       |
| Bélgica (Belgian Albums Chart)           | 30      |
| Dinamarca (Danish Albums Chart)          | 6       |
| Países Baixos (Dutch Albums Chart)       | 18      |
| Finlândia (Finnish Albums Chart)         | 12      |
| França (French Albums Chart)             | 42      |
| Alemanha (German Albums Chart)           | 1       |
| Hungria (Hungarian Albums Chart)         | 36      |
| Irlanda (Irish Albums Chart)             | 59      |
| Nova Zelândia (New Zealand Albums Chart) | 36      |
| Noruega (Norwegian Albums Chart)         | 4       |
| Polónia (Polish Albums Chart)            | 7       |
| Rússia (Russian Albums Chart)            | 1       |
| Reino Unido (UK Music Charts)            | 94      |
| Espanha (PROMUSICAE)                     | 55      |
| Suécia (Swedish Albums Chart)            | 1       |
| Suíça (Swiss Albums Chart)               | 5       |

### Paradas de fim de ano
| Paradas (2011)                  | Posição |
| ------------------------------- | ------- |
| Dinamarca (Danish Albums Chart) | 40      |
| Alemanha (German Albums Chart)  | 16      |
| Polónia (Polish Albums Chart)   | 18      |
| Paradas (2012)                  | Posição |
| Bélgica (Belgian Albums Charts) | 43      |
| Rússia (Russian Albums Charts)  | 13      |
| Suíça (Swiss Albums Charts)     | 62      |